# ال‌سی وایکیکی
ال‌سی وایکیکی (انگلیسی: LC Waikiki) یک شرکت تولیدکننده پوشاک در ترکیه است. این شرکت دارای بیش از ۶۸۳ فروشگاه در ۳۲ کشور است. این مجموعه در سال ۲۰۱۳ به عنوان "تحسین برانگیزترین شرکت در عرصه پوشاک" انتخاب شد. وب‌سایت فروشگاه اینترنتی ال‌سی وایکیکی برای کشورها و زبان‌های مختلف همچون انگلیسی، عربی، ترکی، روسی و آلمانی در دسترس می‌باشد.